# (11326) Ladislavschmied
(11326) Ladislavschmied est un astéroïde de la ceinture principale.

## Description
(11326) Ladislavschmied est un astéroïde de la ceinture principale. Il fut découvert le 17 septembre 1995 à l'Observatoire d'Ondřejov par Lenka Šarounová. Il présente une orbite caractérisée par un demi-grand axe de 2,45 UA, une excentricité de 0,13 et une inclinaison de 5,7° par rapport à l'écliptique.

## Compléments